# Critters 2 – Sie kehren zurück
Critters 2 – Sie kehren zurück (Originaltitel: Critters 2: The Main Course) ist ein US-amerikanischer Science-Fiction-Film des Regisseurs und Drehbuchautors Mick Garris aus dem Jahr 1988, eine Fortsetzung von Critters – Sie sind da!. Der Name der titelgebenden Außerirdischen entstammt der umgangssprachlich-humorvollen Aussprache des englischen Wortes creatures (Kreaturen, Lebewesen). Der Film startete am 29. Dezember 1988 in den deutschen Kinos.

## Handlung
Seit der ersten Invasion der mordlustigen Critters sind zwei Jahre vergangen, weshalb die Bewohner von Grovers Bend die Geschichten über die Critters inzwischen wieder oder immer noch für Hirngespinste halten oder das erlittene Unglück verdrängen und zum Tabu erklären. In der alten Scheune der Familie Brown liegt ein von den Critters zurückgelassener Haufen mintgrüner Eier, die ein rüder windiger Sperrmüllhändler in einem Korb mitnimmt und in seinem heruntergekommenen Laden nichtsahnend zum bevorstehenden Osterfest verkaufen will. Mit einem Mal schlüpft die Brut der außerirdischen Viecher aus den großen Eiern und beginnt, die Einwohner der Kleinstadt aufzufressen. Ein als weißer Osterhase kostümierter Polizist, dem die tollwütigen Critters in die Verkleidung schlüpfen, springt panisch während einer Ostermesse durch ein geschlossenes Fenster in die örtliche Kirche, reißt den dortigen Altar um und bleibt vor den entsetzten Gemeindemitgliedern blutüberströmt auf dem Boden liegen. Noch ahnen die Menschen nichts von der außerirdischen Gefahr, sondern halten den Tod des Polizisten im Hasenkostüm für einen unerklärlichen Unfall.
Sowohl der Jugendliche Bradley Brown, der in den vergangenen zwei Jahren von allen erdenklichen Medien über den aufsehenerregenden Vorfall mit den kugeligen Aliens interviewt wurde und deshalb inzwischen abstreitet, jemals aggressiven Wesen namens Critters begegnet zu sein, als auch die beiden Kopfgeldjäger Ug und Lee aus dem All kehren in die Stadt zurück. Für gewöhnlich sind die mürrischen Kopfgeldjäger gesichtslos, durch Transformationsgene können sie aber ihr Aussehen der Physiognomie anderer Menschen anpassen. Als Bounty Hunter Lee vor einer Videothek steht und dort einen Pappaufsteller der Horrorfilmfigur Freddy Krueger sieht, beginnt Lee, sich in diesen narbengesichtigen Schurken der Filmgeschichte verwandeln zu wollen, was sein Kollege Charlie hektisch unterbinden kann. Bei einer Kampfhandlung mit den glutäugigen pelzigen Monstern, die aus dem Rücken giftige Stachel schießen können, wird der wortkarge Bounty Hunter Lee, der sich in ein attraktives blondes Playboy-Model verwandelt hat und in dieser menschlichen Gestalt auf die Jagd geht, von den Critters getötet. Von der Gesellschaft gehasst, lebt der frühere Sheriff Harv in einem Wohnwagen. Zuerst verweigert er seine Hilfe gegen die neuerliche Invasion der Critters. Als jedoch die Not am größten ist, kehrt Sheriff Harv in Uniform zurück und schießt mit seinen beiden gezogenen Revolvern auf die gefräßigen Geschöpfe.
Mit dem Plan, die Critters versammelt in die Luft zu sprengen, locken die Einheimischen die rollenden Biester nachts in eine Hamburgerfabrik. Allerdings können die Critters dem flammenden Inferno entkommen, indem sie sich zu einem riesigen rollenden Knäuel zusammensetzen, der alles verschlingt, was dem Monsterball in die Quere kommt. Voller Panik rennen die mit Fackeln, Gewehren und Äxten bewaffneten Bürger davon. Ein flüchtender Mann, den die formierten Critters plattwalzen, bleibt als blutiges zappelndes Skelett zurück. Als der gigantische Critters-Ball in die Innenstadt kullert, um dort die Kirche zu überrollen, in der sich kleine Kinder verstecken, lässt Kopfgeldjäger Charlie, ein ehemaliger Einwohner von Grovers Bend, als Pilot das Raumschiff der Bounty Hunter auf die Critters-Kugel abstürzen, womit er die bösartigen Kreaturen in einer Explosion vernichtet und in letzter Sekunde eine Tragödie verhindert. Die Bürger von Grovers Bend vermuten, dass ihr einstiger Mitbürger Charlie bei dieser heldenhaften Tat ums Leben gekommen ist. Am nächsten Tag marschiert jedoch Charlie, der nach dem eigens eingeleiteten Absturz des von ihm gesteuerten Raumschiffs absprang und nun einen geöffneten Rettungsfallschirm hinter sich herzieht, unversehrt in die Stadt ein. Da sein Auftrag erfüllt ist, verabschiedet sich der intergalaktische Kopfgeldjäger Ug von seinen neu gewonnenen Freunden. Aus dem Himmel schwebt eine fliegende Untertasse herbei, mit der Ug ins Weltall entschwindet.

## Synchronisation
Die deutsche Synchronfassung entstand bei der Deutsche Synchron Filmgesellschaft mbH & Co. Karlheinz Brunnemann Produktions KG, Berlin. Michael Richter führte Dialogregie.
| Figur                    | Darsteller             | Deutscher Sprecher |
| ------------------------ | ---------------------- | ------------------ |
| Brad Brown               | Scott Grimes           | Simon Jäger        |
| Charlie McFadden         | Don Keith Opper        | Manfred Lehmann    |
| Ug                       | Terrence Mann          | Thomas Danneberg   |
| Megan Morgan             | Liane Alexandra Curtis | Rebecca Völz       |
| Sheriff Harv             | Barry Corbin           | Heinz Giese        |
| Wesley                   | Tom Hodges             | Michael Christian  |
| Quigley                  | Douglas Rowe           | Andreas Hanft      |
| Cindy                    | Lindsay Parker         | Anna Predleus      |
| Nana                     | Herta Ware             | Christel Merian    |
| Sally                    | Lin Shaye              | Regina Lemnitz     |
| Mr. Morgan               | Sam Anderson           | Jürgen Kluckert    |
| Busfahrer                | Al Stevenson           | Jörg Döring        |
| Manager im Hungry Heifer | Eddie Deezen           | Santiago Ziesmer   |

## Kritiken
Das Lexikon des internationalen Films hält den Film für eine „eklige Mischung aus Grusel- und Science-Fiction-Film mit vielen Grausamkeiten.“
Roger Ebert von der Chicago Sun-Times urteilt vernichtend, der Film „hat keine Existenzberechtigung.“
Richard Harrington von der Washington Post findet ihn „unbefriedigend.“
Das „Lexikon des Science Fiction Films“ urteilt: …ein reiner Geldmach-Aufguß der gleichen alten doofen Geschichte von den Aliens, die brave Erdbewohner terrorisieren.

## Auszeichnungen
Das Make-up-Team wurde 1990 für den Saturn Award nominiert. Mick Garris wurde 1989 für den International Fantasy Film Award des Festivals Internacional de Cinema do Porto nominiert.

## Hintergrund
- Die Produktion des Films kostete etwa 4,5 Millionen US-Dollar. Er spielte in den US-Kinos etwa 3,8 Millionen US-Dollar ein.[6]
- Der Film ist im amerikanischen Originalton eher ernst, aber mit humoristischen Zügen gehalten. Die Critters können dort nur in ihrer Aliensprache kommunizieren. In der deutschen Version hingegen singen und reimen die Critters in jeder Szene auf Deutsch. Als sich die Critters über die Hamburger in der Lebensmittelfabrik hermachen, nachdem sie bereits mehrere Rinder auf der Wiese zerfleischt haben, sagt ein Critter: „So ein frischer Burger schmeckt besser als ein alter Ochse auf dem Feld.“ Woraufhin ein anderer Critter sarkastisch erwidert: „Blödmann, da ist doch ein alter Ochse drin!“ In einer anderen Szene, in der die Critters den Bestand in einem Burgerladen auffressen, singen die dunklen Kreaturen mit hellen heliumartigen Stimmen: „Fressen dass die Planken bersten, friss vom Letzten bis zum Ersten. Zur Tafel, die ist schnell gedeckt und eins, zwei, drei, flugs abgeleckt. Wir sind die Allesfresser, wir fressen alles besser, brauchen nicht verdauen, müssen tüchtig kauen!“
- Der Burgerladen, der von den Critters überfallen wird, heißt Hungry Heifer und hat einen eigenen Country-Song namens The Hungry Heifer Jingle, der im Film zu hören ist und zum Soundtrack gehört.
- Drei Fortsetzungen und eine Webserie wurden gedreht: Critters 3 – Die Kuschelkiller kommen (1991), Critters 4 – Das große Fressen geht weiter (1992), Critters Attack! (2019) und “Critters: A New Binge” (2019).